# Emma Stevanin

a Compétitions nationales et continentales officielles uniquement.

b Matchs officiels uniquement.
Emma Stevanin, née le 11 avril 2002 à Monselice (Vénétie), est une joueuse internationale italienne de rugby à XV. Elle évolue aux postes de demi d'ouverture ou centre. Elle joue au Valsugana Padoue.

## Biographie
Emma Stevanin débute le rugby à XV à dix ans, à l'école de rugby de Badia. La section féminine du club cesse son activité en 2019 et elle rejoint le CUS Ferrara pour sa dernière saison junior. La saison suivante, en pleine pandémie de Covid-19, elle passe en catégorie senior et rejoint le Valsugana.
Championne d'Italie en 2022, elle fait ensuite ses débuts en équipe d'Italie et est retenue pour disputer la Coupe du monde en Nouvelle-Zélande.
Elle participe au Tournoi des Six Nations 2023, toujours sur le banc, l'équipe jouant avec une association 10-12 Madia-Rigoni. Avec son club du Valsugana, elle conserve le titre national face à Villorba.
Elle est titularisée en fin d'année, à l'occasion du WXV organisé en Afrique du Sud : lors du dernier match contre les États-Unis, elle est positionnée au centre. Début 2024, elle fait partie des joueuses mises sous contrat par la fédération italienne.

## Palmarès
- Vainqueur du Championnat d'Italie en 2022 et 2023.
- Finaliste du championnat d'Italie 2024